# 穆瓦塔里一世
穆瓦塔里一世（英語：Muwatalli I），古王国的赫梯国王。胡齐亚二世死于谋杀，穆瓦塔里一世平定叛乱后继位，不久亦被杀死。
| 前任： 胡齐亚二世 | 赫梯国王 | 继任： 图特哈里一世？ |